# مسجد شورین
مسجد شورین مربوط به دوره قاجار است و در شهرستان همدان، روستای شورین واقع شده و این اثر در تاریخ ۲۱ اردیبهشت ۱۳۷۶ با شمارهٔ ثبت ۱۸۶۸ به‌عنوان یکی از آثار ملی ایران به ثبت رسیده است.